# Havtornsväxter
Havtornsväxter (Elaeagnaceae) är en växtfamilj som består av tre släkten och cirka 45–90 arter. Familjen finns representerad i den norra tempererade zonen, Malaysia och Australien.
Familjen består mest av lövfällande, taggiga buskar med helbräddade blad. Bladen har vanligen stjärnlika fjäll och detta ger ofta ett grått eller silverfärgat utseende. Blommorna saknar kronblad.